# توماس هانكس
توماس هانكس Thomas C. Hanks عالم زلازل أمريكي. يعمل لصالح هيئة المسح الجيولوجي الأمريكية الواقعة في مينلو بارك في كاليفورنيا. وهو عضو بالجمعية الأمريكية لرصد الزلازل و الاتحاد الجيوفيزيائي الأمريكي ، ومعهد بحوث هندسة الزلازل والجمعية الجيولوجية الأمريكية، والعديد من الجمعيات ذات الصلة.
ألأف الدكتور هانكس عشرات الأوراق العلمية في الحركة القوية للزلازل والجيومورفولوجيا التكتونية.
في عام 1979 اقترح هو وعالم الزلازل الأمريكي الياباني هيرو كاناموري، أستاذ علم الزلازل في معهد كاليفورنيا للتكنولوجيا، اقترحا استخدام مقياس الحجم اللحظي ليحل محل مقياس ريختر، لقياس القوة النسبية للزلازل.